# Steve Kurtz
Steve Kurtz é um artista e professor de arte estadunidense, membro do grupo de performance Critical Art Ensemble, mais conhecido por seu trabalho com bioarte, e pela sua polêmica prisão pelo FBI em maio de 2004. Como as obras de Kurtz freqüentemente lidam com crítica social, muitos encaram o tratamento que lhe foi dado pelas autoridades como uma forma de censura por parte do governo federal.

## Histórico da prisão
Kurtz despertou suspeitas nas autoridades em maio de 2004 ao ligar para o telefone de emergência (911) e comunicar a morte da esposa por ataque cardíaco. Por sua criação de arte de instalações, trabalhava regularmente com espécimes biológicos e possuía uma ampla variedade de instrumentos científicos espalhados por toda a a casa. A polícia local  estava vigilante quanto às atividades de Kurtz e notificou o FBI, que o deteve por 22 horas com base na legislação antiterrorismo e isolou o quarteirão em torno da casa dele. Dúzias de agentes em roupas de proteção vasculharam seus trabalhos e confiscaram vários de seus pertences, bem como o corpo da esposa morta.
Em julho de 2004, um grand jury recusou-se a indiciar Kurtz por "terrorismo", mas acusou-o dos crimes federais de fraude postal e fraude eletrônica, e pode condená-lo a cumprir 20 anos de prisão pela obtenção de micróbios de forma supostamente fraudulenta.

## Filme
A história de Kurtz é contada no filme Strange Culture pela realizadora Lynn Hershman Leeson. O filme foi exibido convencionalmente e transmitido simultaneamente pelo Second Life em 22 de janeiro de 2007 e fez parte da mostra do Festival do Rio 2007.